# State a casa
State a casa è un film italiano del 2021 scritto e diretto da Roan Johnson.

## Trama
Quattro giovani coinquilini, bloccati nell'appartamento in cui vivono a causa del lockdown dovuto alla pandemia da Covid, escogitano un diabolico piano per approfittarsi del loro padrone di casa.

## Distribuzione
Il film è stato distribuito nelle sale cinematografiche italiane il 1º luglio 2021., in tv è stato trasmesso da Sky Cinema Suspense in prima versione assoluta.